# Rockefeller Instituttet
Rockefeller Instituttet på Juliane Maries Vej 26-34 i København blev taget i brug i 1928 og har været brugt til især undervisning og forskning.
Rockefeller Foundation i USA skænkede midler til opførelse af Rockefeller Instituttet, hvis indretning blev detaljeret planlagt af August Krogh. Det husede forskning og undervisning i zoofysiologi, medicinsk fysiologi, gymnastikteori, biokemi og biofysik og udgjorde de fysiske rammer for videreudviklingen af dansk fysiologis internationale forskningsposition.
Anlægget som var tegnet af Kristoffer Varming bestod af en tre (fire) fløjet hovedbygning sammenbygget med to mindre ens bygninger (villaer). Desuden var der både laboratorier, maskinværksted, auditorie m.m. Der var boliger fordelt i hele komplekset til læger og andet videnskabeligt personale samt deres familier og tjenestefolk. Villaen, Juliane Maries Vej nr. 34, husede professor dr.med. August Krogh og hans hustru dr.med. Marie Krogh.
Rockefeller Instituttet skal nedrives for at gøre plads til BørneRiget, Rigshospitalets nye hospitalsbygning til børn, unge og fødende. Det nye byggeri skal stå færdigt i 2023 og tages i brug i 2024. Selvom den gamle bygning er udpeget som bevaringsværdig må den rives ned, fordi den ikke opfylder kravene til moderne hospitalsbyggeri.
Den nye tilbygning, Rigshospitalets kommende nordfløj, kommer især til at rumme flere neurologiske funktioner. Neuromuskulær Klinik og Forskningsenhed er i dag splittet mellem Rockefeller-bygningen og Panum Instituttet, men skal samles i den nye tilbygning.
- Rockefeller Instituttet med villa set fra syd, 2. marts 2020
- Rockefeller Instituttets nordfløj set fra syd, set fra pladsen mellem de tre fløje, 2. marts 2020
- Rockefeller Instituttet under nedrivning, set fra nordvest, 6. januar 2021
- Rockefeller Instituttet under nedrivning. Kun kælderen står tilbage. Foto fra nordvest, 1. marts 2021
- Rockefeller Instituttets villa set fra bagsiden, fra nordvest. På skiltet ved cyklerne står: "Stativerne er forbeholdt funktionærerne.". Foto 2. marts 2020